# Калмыцкий округ
Калмыцкий округ — административная единица в области Войска Донского Российской империи.

## История
Образован в 1806 году из бывшего кочевья донских калмыков.
На Дону калмыки впервые появились в 1648 году. Причинами откочёвки части калмыков на Дон служили внутренние усобицы в Калмыцком ханстве. Калмыцкая феодальная знать не раз обращалась к русским властям с жалобами на донских казаков и администрацию соседних с Калмыкией городов из за того, что они принимали и не возвращали беглых калмыков. В 1673, 1677 и 1683 годах русское правительство издавало указы, которыми запрещалось донским казакам и пограничным городам принимать к себе беглых калмыков, а в случае, если бы таковые явились на Дон, немедленно отправлять их на прежние места. Однако указы не касались внутреннего положения в Калмыцком ханстве, они не могли разрешить его классовых противоречий. Поэтому «…число калмыков на Дону время от времени умножалось».
В 1686 году на Дон явилось до 200 калмыцких семейств, которые были зачислены в ряды казачества. В 1690 году три зайсанга — Четерь, Батыр и Тайдза — бежали на Дон, приведя с собой около 800 человек, способных носить оружие (часть вернулась на Волгу). Они также были приняты в казачье сословие. Начиная с 1694 года приписанным в казачье сословие калмыкам стало выдаваться постоянное жалованье в размере 50 руб. в год.
В 1696 году Аюка-хан отпустил на Дон под Азов до трёх тысяч кибиток (порядка десяти тысяч человек) для охраны пограничной линии и борьбы с азовцами. Эти калмыки обратно в Калмыцкое ханство не вернулись, оставшись на Дону, под Черкасском. Часть из них были крещены.
К этому времени в Войске Донском насчитывалось около 600 калмыков. В 1696 году, «негодуя на хана Аюку за притеснения», Баахан-тайша обратился к Петру I с просьбой разрешить ему «перенести свои кочевья на Дон, к Черкасску, и отправлять службу наравне с прочими донскими казаками». Разрешение было дано. Данный улус трижды перекочёвывал с Волги на Дон. Окончательно покинул волжские степи и поселился на Дону улус Баахан-тайши в 1733 году . В 1702 году с согласия правительства на Дон перешла большая группа калмыков, которым, как писал в 1747 году дербетский тайша Солом-Доржи, повелением Петра I было предоставлено "право самим выбирать кочевья, как по Волге, так и по Дону, согласно их собственному желанию".
Постепенно в составе Войска Донского сложилась категория так называемых коренных, или базовых, калмыков, в число которых входили калмыки, окончательно осевшие на Дону. За каждого из них бывшим владельцам было выплачено по 30 руб. Они и не подлежали возврату. В 1723 году Пётр I повелел всех кочующих по Дону калмыков оставить в казачьем сословии и больше представителей этой народности на эти земли не принимать.
Указом Верховного тайного совета от 18 июля 1729 года было предписано «донским юртовым калмыкам в команде быть по-прежнему у Войска донского, и чтобы от того Войска донского тем юртовым калмыкам наглости и грабительства никакого никогда чинёно не было». В 1731 году калмыки, перешедшие на Дон, официально вошли в состав населения Войска Донского и были подчинены Управлению войскового казачества. Первоначально кочевья калмыков находились сперва близ Старого Черкасска, между Доном и Донцом. При Атамане М. И. Платове калмыкам, кочевавшим по всей территории Дона, отводятся задонские степи, на левой (ногайской) стороне Дона. Территория Войска Донского стала включать 7 округов и калмыцкое кочевья в задонской степи. Беднейшая часть калмыков была причислена к ближайшим станицам 2-го Донского округа.
В 1806 году состоялось административное разделение всех калмыков на 3 улуса: Верхний, Средний и Нижний; каждый улус подразделялся на сотни, которых всего было 13, а сотни — на хутуны, состоявшие из 10—20 кибиток. Главное управление находилось в слободе Ильинской (с 1836 года), во 2-м Донском округе. Духовным главою донских калмыков был бакша; каждая сотня имела свой хурул (храм). Каждая сотня управлялась избранными из их среды сотниками и двумя выбранными судьями, которые при судопроизводстве руководствуются своим старинным обычным правом.
В 1822 году проживало свыше 13,6 тысячи человек. В 1856 году в Калмыцком округе было 13 станиц, в которых проживало уже 20 635 человек (10 098 мужчин, 10 537 женщин). Лошадей числилось 31 455 голов, крупного рогатого скота — 63 766 и овец 62 297 голов.
В 1862 году для донских калмыков ввели станичное управление, подчиненное Войску Донскому. По административному устройству калмыцкое кочевье делилось на три улуса — Верхний, Средний и Нижний, а 13 сотен были преобразованы в станицы.
С 1806 года по 1815 год в Калмыцкий округ Донского казачьего войска входило и Ставропольское калмыцкое казачье войско.
Ликвидирован в 1884 году с передачей территории новому Сальскому округу области Войска Донского.

## География
Калмыцкий округ располагался на юго-востоке области, по левой, «ногайской», стороне Дона. Согласно карте 1833 года кочевья калмыков охватывали территории между левым берегом Сала и Большим Лиманом, захватывая территории и по левому берегу Маныча до станиц Егорлыкской и Мечётинской.

## Население
Динамика численности населения по годам:
| 1856  | 1873  |
| ----- | ----- |
| 20635 | 20670 |